# 陶隆康
陶 隆康（すえ たかやす）は、戦国時代の武将。大内氏の重臣。父は右田弘詮。子に陶隆弘、宇野元弘。

## 生涯
大内氏家臣・右田弘詮の子として生まれる。父同様大内氏当主の側近として活動して重用された。
永正14年（1517年）、家督を譲られる。
天文11年（1542年）の月山富田城の戦いの敗北以来、主君の大内義隆は政を省みなくなり、天文20年（1551年）、武断派筆頭の陶隆房（後の陶晴賢）はついに謀反を起こし、義隆を討つべく居城の富田若山城から兵を進めた（大寧寺の変）。隆康にとって隆房は同族であり、従兄の息子で甥という関係であったが、隆康は主君を守るべく嫡男・隆弘と共に義隆に従った。
陶隆房の侵攻を伝える注進が届くと、義隆は大内氏館・築山館を出て、多少でも防戦に有利な山麓の法泉寺に退き、本堂に本陣を置いて嶽の観音堂・求聞寺山などを冷泉隆豊らが固めた。しかし、一緒に逃亡した公家たちや近習らを除けば、義隆に味方した重臣は冷泉隆豊くらいであり、兵力も2,000〜3,000人ほどしか集まらなかったため組織的な抵抗もほとんどできず、法泉寺の義隆軍は逃亡兵が相次いだことから、義隆は山口を放棄して長門国に逃亡。同年8月28日に隆康は嫡男・隆弘と共に法泉寺において殿を務め戦死した。同年に生まれたばかりの次男・鶴千代丸（後の宇野元弘）は難を逃れ、毛利元就に仕えた。